# Foni Bondali
Il distretto di Foni Bondali è un distretto del Gambia nella Divisione della West Coast con 6.049 abitanti al censimento del 2003.

## Società

### Evoluzione demografica
In base ai dati del censimento 1993 la popolazione del distretto era così suddivisa dal punto di vista etnico:
| Etnia       | Abitanti | %     |
| ----------- | -------- | ----- |
| Mandingo    | 584      | 16,72 |
| Fulani      | 911      | 26,08 |
| Wolof       | 39       | 1,12  |
| Jola        | 1.777    | 50,87 |
| Serahule    | 0        | 0     |
| Altre etnie | 182      | 5,21  |